# 帕特里克·奥古斯塔
帕特里克·奥古斯塔（捷克語：Patrik Augusta，1969年11月13日—），捷克男子冰球运动员。他曾代表捷克斯洛伐克国家队参加1992年冬季奥林匹克运动会冰球比赛，获得一枚铜牌。